# Mazurki op. 6 (Chopin)

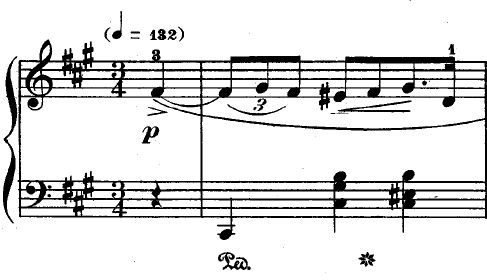
Początek Mazurka op. 6 nr 1

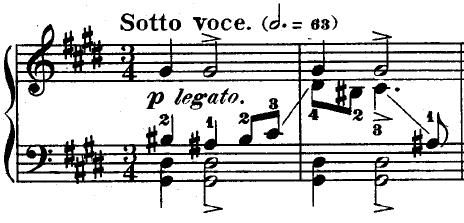
Początek Mazurka op. 6 nr 2

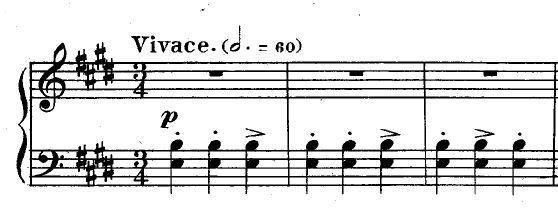
Początek Mazurka op. 6 nr 3

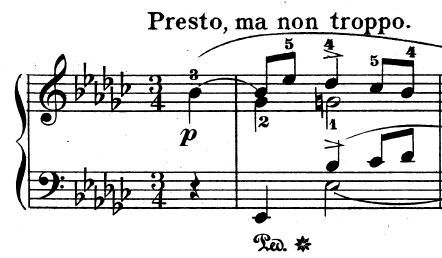
Początek Mazurka op. 6 nr 4

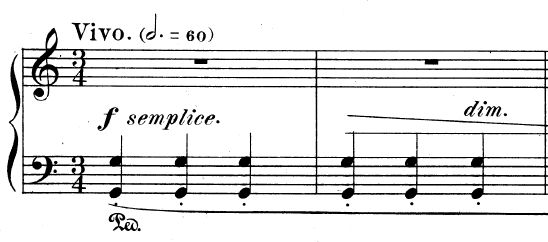
Początek Mazurka op. 6 nr 5

Mazurki op. 6 - cykl pięciu mazurków Fryderyka Chopina skomponowany w 1830, wydany w 1833 przez Schlesingera. Utwory dedykowane zostały hr. Paulinie Plater.
Lista kompozycji
- Mazurek fis-moll op. 6 nr 1
- Mazurek cis-moll op. 6 nr 2
- Mazurek E-dur op. 6 nr 3
- Mazurek es-moll op. 6 nr 4
- Mazurek C-dur op. 6 nr 5